# Ragnar Malm
Ragnar Malm (n. 14 mai 1893, Stockholm, Suedia-Norvegia – d. 1 martie 1959, Uppsala, Uppsala län, Suedia) a fost un ciclist suedez, medaliat olimpic. A participat la 3 ediții ale Jocurilor Olimpice (1912, 1920, 1924) în care a câștigat o medalie de aur, o medalie de argint și o medalie de bronz.